# Louňovice pod Blaníkem
Louňovice pod Blaníkem – miasteczko i gmina w Czechach, w powiecie Benešov, w kraju środkowoczeskim. Według danych Czeskiego Urzędu Statystycznego z dnia 1 stycznia 2023 liczyła 648 mieszkańców. Blaník to dwa skalne szczyty.
W Louňovicach pod Blaníkem urodził się Jan Dismas Zelenka, kompozytor epoki późnego baroku.

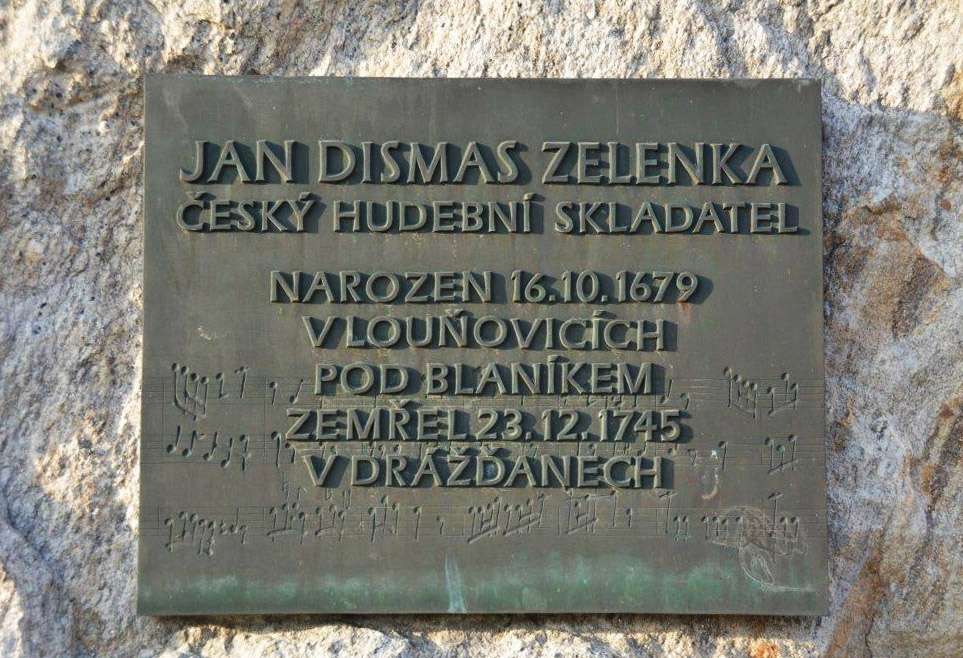
Tablica upamiętniająca Jana Dismasa Zelenkę w Louňovicach pod Blaníkem